# Dorothea Talaa
Dorothea Talaa (* 1953 in Wien) ist eine österreichische Prähistorikerin mit den Forschungsschwerpunkten Mesolithikum, Neolithikum und Frühmittelalter.

## Leben
Dorothea Talaa wurde 1953 in Wien geboren und erhielt die Schulbildung an der Ordensschule „Maria Regina“ im 19. Wiener Gemeindebezirk, wo sie 1971 die Matura ablegte. Danach inskribierte sie an der Universität Wien das Fach Klassische Archäologie, später Ur- und Frühgeschichte (Nebenfächer waren Latein, Französisch, Italienisch). Es folgten einige längere Auslandsaufenthalte, Eheschließung und Geburt von drei Kindern. Von 1979 bis 1984 war sie bei der Stadt Wien beschäftigt, zuletzt im Historischen Museum. Die Promotion zum Doktor der Philosophie an der Geisteswissenschaftlichen Fakultät erfolgte 1990. Davor und studienbegleitend arbeitete sie für das Bundesdenkmalamt, Abteilung für Bodendenkmalpflege bei mehreren Ausgrabungen vorwiegend im Raum Niederösterreich. Sie ist als freiberufliche Archäologin selbständig tätig.
Unter ihrer wissenschaftlichen Leitung kam es zu Erkenntnissen hinsichtlich ältester menschlicher Überreste Österreichs: 2011 zur archäologischen Entdeckung des ältesten Schädelfundes aus Österreich (9. Jahrtausend v. Chr.) in Wöllersdorf-Steinabrückl und 2015 zur Entdeckung des ältesten Burgenländers in Pöttsching (5.000 v. Chr.). Ebenso wie der 1991 in Südtirol entdeckte Ötzi (5.000 Jahre alt) starben die beiden Steinzeit-Österreicher keines natürlichen Todes, sondern kamen gewaltsam ums Leben, womit es sich wohl bei ihnen um die ältesten Mordopfer Österreichs handelt. Ihre Knochenfragmente wurden mithilfe von Computertomographie-Daten zu einem anatomisch korrekten 3D-Modell zusammengesetzt. Auf diese Weise konnten die Gesichtszüge der Toten rekonstruiert und in verschiedenen Medien veröffentlicht werden.

## Tätigkeiten

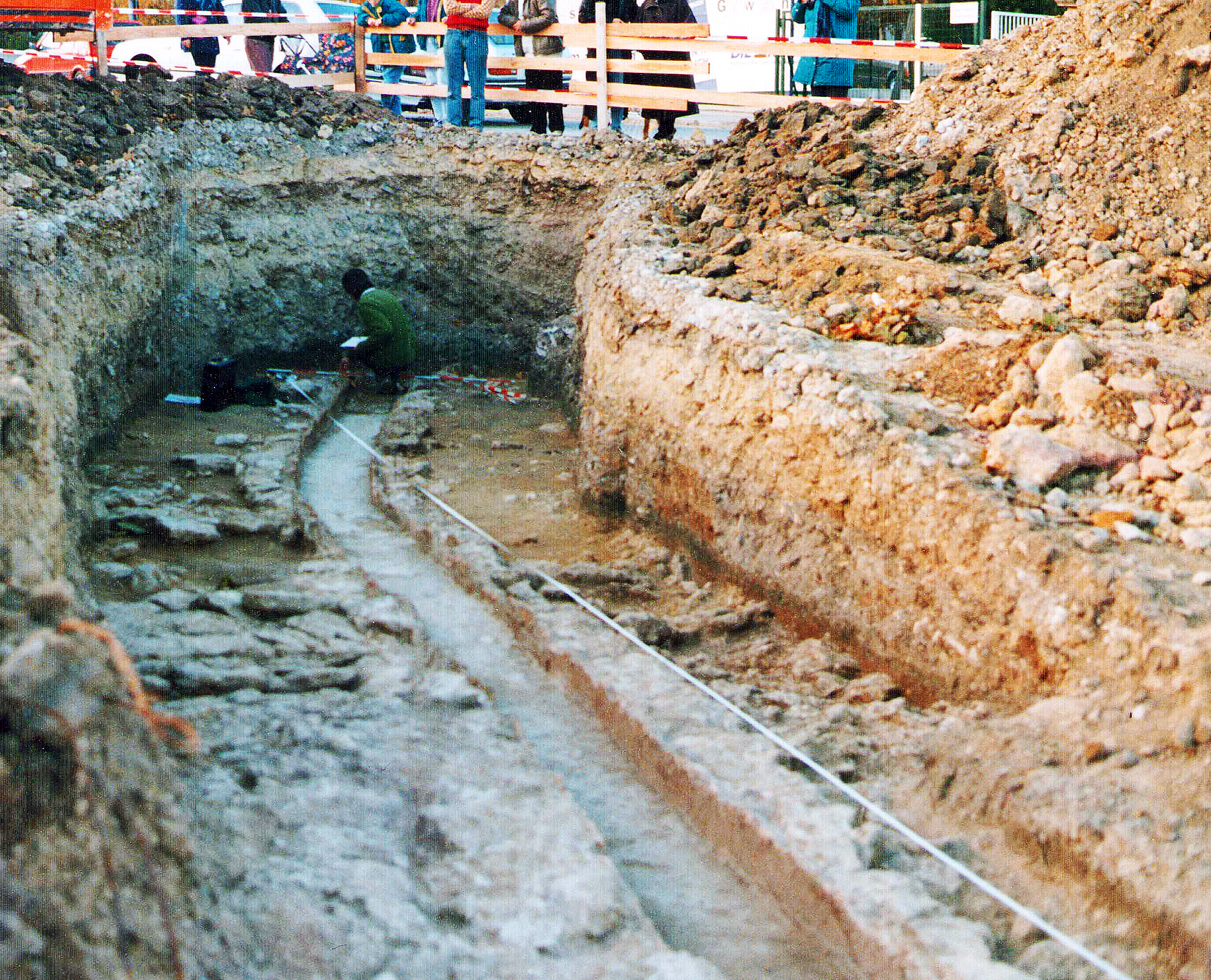
Grabungsstelle römische Wasserleitung Herbst 1992

1992 wurden von ihr einige Reste der Wiener römischen Wasserleitung, die im 23. Wiener Gemeindebezirk Liesing bei der Rudolf-Zeller-Gasse an der Kreuzung mit der Anton-Krieger-Gasse lagen ⊙, ausgegraben und publiziert.
Seit 1999 hat sie in Diensten verschiedener öffentlicher Auftraggeber zahlreiche archäologische Projekte in Österreich geleitet, diese Arbeiten haben als Grundlage die Grabungsbewilligungen durch das Bundesdenkmalamt, die nur bei Nachweis entsprechender fachlicher Qualifikation erteilt werden.
Unter anderem wurde sie 1999 mit der Ausgrabung eines Friedhofs aus der frühen Karolingerzeit in Baden (Niederösterreich) beauftragt. Die Ergebnisse dieser Ausgrabung wurden inklusive anthropologischer und archäozoologischer Auswertung in einem Buch veröffentlicht. Gefunden wurden u. a. Ohrringe mit spiralförmiger Drahtzier und Glasperlen mit gelber Fadenauflage sowie Mehrfachüberfangperlen. Durch Radiokarbondatierung ergab sich ein Fundhorizont aus dem 9. Jahrhundert, durch den das Gräberfeld mit dem um 805 entstandenen Vasallenkhaganat der Awaren in Verbindung gesetzt werden konnte. Ein weiterer Fund war ein bronzener Fingerring aus dem Grab einer jungen Frau, auf dem sich eine punzierte, pseudokufische Inschrift befindet, die 2024 noch nicht vollständig entziffert war. Dieser Ring wird als Indiz aus dem 9. Jh. für Beziehungen Mitteleuropas zum islamischen Kulturkreis gedeutet.
Seit 2007 war sie wissenschaftliche Leiterin bei der Erforschung einer Hügelgräbergruppe der Awaren in Sigleß. An der Analyse des bislang größten genetischen Datensatzes von Mitgliedern von Jäger-Sammler-Gruppen im steinzeitlichen Europa und den angrenzenden asiatischen Regionen war sie ebenfalls beteiligt. Als Ergebnis ihrer Forschungsarbeit als Grabungsleiterin in Lutzmannsburg zwischen 2018 und 2020 ist das dort gefundene Skelett eines Mannes (6.300 Jahre alt) einem der ältesten Gräber Mitteleuropas zuzuordnen.
Im Dezember 2024 wurden unter ihrer Leitung im Zentrum von Mattersburg Spuren einer Siedlung der Linearbandkeramik des 6. Jahrtausends vor Christus im Rahmen einer von der Stadtgemeinde finanzierten Ausgrabung nachgewiesen. Das bislang älteste Grab von Mattersburg, das Grab einer 25- bis 35-jährigen Frau aus der Mitte des 5. Jahrtausends vor Christus, wurde dort gefunden. Dort fand sich auch das bislang einzige Brandgräberfeld der Makó-Kultur aus der späten Jungsteinzeit bzw. dem Endneolithikum und Reste der Badener Kultur mit zahlreichen Funden.
Dorothea Talaa hält im Rahmen der Erwachsenenbildung Vorträge über archäologische Themen, so an der Volkshochschule Perchtoldsdorf.

## Publikationen (Auswahl)
- Die linearbandkeramische Siedlung von Mödling „In den Leinerinnen“ (Stadtgemeinde Mödling, G. B. Mödling, Pol. B. Mödling). Dissertation Universität Wien 1990, 548 Seiten, 35+235 Tafeln mit Zeichnungen, ca. 20 Planbeilagen in drei Bänden.
- Eine römische Straßenstation in Biedermannsdorf bei Wien. In: Fundort Wien. Berichte zur Archäologie. Phoibos Verlag, Wien 6/2003, ISSN 1561-4891, ISBN 3-902086-11-4, S. 212.
- 8000 Jahre Besiedlung des Raumes Perchtoldsdorf. In: Paul Katzberger: 1000 Jahre Perchtoldsdorf 991–1991. Eine Siedlungsgeschichte. (= Perchtoldsdorfer Kunsttopographie Band 6). Verlag der Marktgemeinde Perchtoldsdorf, Perchtoldsdorf 1993, ISBN 3-901316-12-4, S. 165 ff.
- Keltische Funde im Wiener Becken. In: Netzwerk Geschichte Österreich. Jahresschrift 2014, Jahrgang 3, Kirchham bei Vorchdorf 2014, ISBN 978-3-200-03639-0, S. 54–60.
- (zu Sigleß) Der Sommer 2013. NGÖ im Einsatz. In: Netzwerk Geschichte Österreich. Jahresschrift 2014, Jahrgang 3, Kirchham bei Vorchdorf 2014, ISBN 978-3-200-03639-0, S. 7.
- Spätantike Grabfunde in der niederösterreichischen Thermenregion (Bezirke Mödling und Baden). 2.1. Gräberfeld Perchtoldsdorf – Aspetten. In: Römisches Österreich. Jahresschrift der Österreichischen Gesellschaft für Archäologie – ÖGA, Selbstverlag der Österreichischen Gesellschaft für Archäologie am Institut für Alte Geschichte, Altertumskunde und Epigraphik der Universität Wien, Jahrgang 27 Wien 2004, ISSN 1012-5833, ZDB-ID 518135-5, S. 14–76.
- Spätantike Grabfunde in der niederösterreichischen Thermenregion (Bezirke Mödling und Baden). Abschnitt 2.10: Gräberfeld Vösendorf West. In: Römisches Österreich. Jahresschrift der Österreichischen Gesellschaft für Archäologie – ÖGA, Selbstverlag der Österreichischen Gesellschaft für Archäologie am Institut für Alte Geschichte, Altertumskunde und Epigraphik der Universität Wien, Jahrgang 27 Wien 2004, ISSN 1012-5833, ZDB-ID 518135-5, S. 112–117.
- Molecular clocks in ancient proteins: Do they reflect the age at death even after millennia? In: Nina Sophia Mahlke, Silvia Renhart, Alexandra Reckert et al.: International Journal of Legal Medicine Int. J. Legal Med. 2021. Band 135, Juli 2021. ISSN 0937-9827 S. 1225–1233.
- Neue Erkenntnisse zum Mesolithikum und Neolithikum des südöstlichen Niederösterreich anhand der Fundstelle von Wöllersdorf, politischer Bezirk Wiener Neustadt. In: Franz Pieler, Wolfgang Breibert (Hrsg.): Beiträge zum Tag der Niederösterreichischen Landesarchäologie 2022. ISBN 978-3-903150-95-9. S. 8 ff.
- Fundberichte zu den Orten Lutzmannsburg und Mattersburg in: Fundberichte aus Österreich, Herausgegeben vom Bundesdenkmalamt, Band 59, 2020. Wien 2022. Verlag Berger, Horn. ISSN 0429-8926, S. 63–67.
- Das Gräberfeld von Baden bei Wien, Niederösterreich. Am Westrand des awarischen Vasallenkhaganats. Unter Mitwirkung von: Ingomar Herrmann, Silvia Renhart, Günther Karl Kunst. Verlag Holzhausen, Wien 2024, ISBN 978-3-903207-84-4.